# Bono Zec
Fra Bono (Bonaventura, Bone) Zec (Brzac, Krk, 24. kolovoza 1868. − Rim, 26. rujna 1954.) je hrvatski pjesnik, hrvatski rodoljub, katolički svećenik i visoki crkveni dužnosnik. Hrvatski preporoditelj s Krka. Dio skupine krčkih svećenika ali i svjetovnjaka koji su djelovali u preporodnom pokretu na političkoj, duhovnoj i književnoj sceni.

## Životopis
Rodio se je na Krku 1868. godine. 
Obnašao je više puta dužnost provincijala franjevaca trećoredaca. Bio je profesor i magisar novaka. Organizirao je slanje franjevaca na pastoralni rad među Hrvate u Ameriku. Kroz život ga je prožimala misao zadovoljštine za grijehe. U tu svrhu utemeljio je Nadbratovštinu Počasne straže Srca Isusova. Na Zečevu zamolbu, asketsko-mistični pisac fra Leonard Bajić napisao je za hrvatsko svećenstvo jedno manje djelo o organizaciji ove pobožne bratovštine.
Bono Zec svoje je pjesme namijenio hrvatskoj katoličkoj hrvatskoj mladeži. Poezija fra Bone Zeca je odgojna s humanističkom porukom koja ističe duhovne vrijednosti života. 

## Djela
- Euharistijsko sunce, 1914. (nekoliko izdanja)
- Mir vam!, izabrane pjesme, 1917. (posvećena krčkom biskupu Antunu Mahniću)
- Neven cvijet, Božičnji vijenac, Uskrsni vijenac, Duhovski vijenac, Nove pjesme, 1923.
- U školi života, pjesme, 1927.
- Cvijeće vječne mladosti, 1930.

## Antologije i zbornici
Antologije u kojima su mu uvrštene pjesme:
- Duša duše Hrvatske: novija hrvatska marijanska lirika (prir. i sast. Neven Jurica i Božidar Petrač), 1988.
- Istra kroz stoljeća. Kolo 9 ; knj. 1, Hrvatsko pjesništvo Istre XIX. i XX. stojeća, 1989.
- Krist u hrvatskom pjesništvu: od Jurja Šižgorića do naših dana: antologija duhovne poezije (izbor i prir. Vladimir Lončarević), 2007.
- Hvaljen budi, Gospodine moj: sveti Franjo u hrvatskom pjesništvu (prir. Vladimir Lončarević, Božidar Petrač, Nevenka Videk, 2009.